# کاراگوژینو
کاراگوژینو (انگلیسی: Karaguzhino) یک شهرک در شهرستان اوچالینسکی استان باشقیرستان کشور روسیه است.